# Heteroconger longissimus
Heteroconger longissimus är en fiskart som beskrevs av Günther, 1870. Heteroconger longissimus ingår i släktet Heteroconger och familjen havsålar. Inga underarter finns listade i Catalogue of Life.